# Pro Velo
Pro Velo is een Belgische vzw die het gebruik van de fiets promoot als dagelijks vervoermiddel. Pro Velo is lid van de European Cyclists' Federation.
In 1992 werd de vereniging opgericht door enkele Brusselse fietsers om vanuit hun eigen ervaring overheden te adviseren over fietsinfrastructuur. Het militante luik werd overgelaten aan de vrijwilligers van enerzijds het Gruun Veloske (wat later opging in de koepel van de Fietsersbond) en de Franstalige GRACQ - Les Cyclistes Quotidiens. Pro Velo staat overheden, scholen en bedrijven bij om meer mensen te doen fietsen. De vereniging verhuurt en herstelt fietsen, maar organiseert ook gegidste fietstochten, fietslessen in scholen en bedrijven en fietsevenementen. In het Brussels Hoofdstedelijk Gewest werd van 1995 tot 2005 elk jaar in mei de fietsweek Dring Dring in mei georganiseerd. Dit evenement werd in 2010 vervangen door Bike Experience, een campagne die beginnende fietsers koppelt met een persoonlijke ervaren fietscoach. In Wallonië staat Pro Velo in voor het beheer van de fietspunten in grote treinstations. In Vlaanderen organiseert Pro Velo fietslessen in Antwerpse scholen. 
In 2009 werd het Fietsbrevet, Pro Velo's opleidingsprogramma voor de lagere school, genomineerd voor de Europese prijzen voor Verkeersveiligheid. In 2010 werd de gerechtelijke alternatieve maatregel waarbij verkeersovertreders gaan meefietsen met fietslesgevers ook genomineerd en daarnaast ook geselecteerd als kandidaat voor de eerste innovatieprijs van Hoge Raad voor de Justitie.